# 尹鏜
尹鏜（14世紀—15世紀），字子聲，浙江湖州府歸安縣籍，北直隸順德府平鄉縣人，明朝政治人物。

## 生平
尹鏜是永樂十五年（1417年）丁酉科浙江鄉試舉人，授荔浦知縣，任德清教諭，宣德三年（1428年）選授行在陝西道監察御史，為人剛介自持，壞人歛跡，巡按貴州、江西兩地，懲治贓吏、消滅豪強尤為切至，又奉命到兩淮改革鹽法弊病，嚴拿商賈私下買賣；正統二年（1437年）陞江西按察司副使，四年（1439年）調為陝西按察司副使，正值當地旱災，他提出救荒四政施行，救活不少人民，天順初年朝廷褒獎其功績，因病致仕，五十一歲去世。

## 引用
1. 1 2  光緒《歸安縣志·卷三十八·人物傳六》：尹鏜，字子聲，歸安人，永樂十五年舉人，知荔浦縣，溪蠻競相雄長，悉勦治之；歲大疫，抗言當道：「以為民厲如此必有冤獄。」咸駭其語，未幾直指檢舊牘細驗，果得冤獄二十餘人。擢陝西道御史，剛介自持，豪縱斂跡，巡按湖廣、貴州、江西、直隸，治贓吏、鋤豪強尤為切至，累陞陝西副使，值亢旱舉朱子救荒四政行之，瘡痍復起，天順初特褒奇績，以病致仕。 乾隆府志，參《順德府志》
2. ↑  乾隆《順德府志·卷十二·人物下》：尹鏜，字子聲，平鄉人，永樂丁酉領浙江鄉薦，以德清教諭選授監察御史，剛介自持，豪縱歛跡，分按貴州、江西，治贓吏、鋤豪強尤為切至，兩淮鹽法弊甚，宣宗詔擇有風厲者往，鏜被命，至定鹽法輕重之宜，嚴商賈私貨之罪，陞江西副使，尋調陝西，值關中旱民流離，鏜舉文公救荒四政行之，民賴全活，年五十一卒。
3. ↑  《明宣宗章皇帝實錄·卷四十八》：（宣德三年十一月）丁丑擢廬陵縣知縣孔文英，黃州府學教授趙奎，霍州學正張杲，德清縣學教諭尹鏜，蒙陰縣學教諭余濯，山陰縣學教諭袁海，蒲圻縣學教諭朱鑑，萬載縣學教諭董匡，新樂縣學訓導李懋，富順縣學訓導楊禧，南陽縣學訓導王質，遂安縣學訓導張政，新建縣學訓導方端，臨安府學訓導白圭，鄭州學訓導潘岳，江都縣學訓導張勗，進士揭稽、謝衡、施信、胡器、鄧棨、高舉、熊翼、張琦、章聰、王讓、丘俊，監生強敏，梁軫，趙敏，郭原，陳懋，程富，張鏞，李志，唐琛皆為監察御史……鏜、富行在陝西道……
4. ↑  《明英宗睿皇帝實錄·卷二十九》：（正統二年四月甲子）陞行在河南等道監察御史李彝為江西按察使，尹鏜為副使，陳顥、李懋為僉事，從行在吏部會官舉也。
5. ↑  《明英宗睿皇帝實錄·卷五十四》：（正統四年四月）乙巳……調江西按察司副使尹鏜於陝西……
6. ↑  同治《湖州府志·卷七十二·人物傳》：尹鏜，字子聲，歸安人，永樂十五年舉人，知荔浦縣，溪蠻競相雄長，悉勦治之；歲大疫，抗言當道：「以為民厲如此必有冤獄。」咸駭其語，未幾直指檢舊牘細驗，果得冤獄二十餘人。擢陝西道御史，剛介自持，豪縱斂跡，巡按湖廣、貴州、江西、直隸，治贓吏、鋤豪強尤為切至，累陞陝西副使，值亢旱舉朱子救荒四政行之，瘡痍復起，天順初特褒其績，以病致仕。 胡志，參《順德府志》